# Eurosia fuscipunctata
Eurosia fuscipunctata är en fjärilsart som beskrevs av Alfred Ernest Wileman 1928. Eurosia fuscipunctata ingår i släktet Eurosia och familjen björnspinnare. Inga underarter finns listade i Catalogue of Life.